# الأميرة تيريزا بافاريا
الأميرة تيريزا بافاريا (بالألمانية: Therese Charlotte Marianne Auguste von Bayern)‏ (و. 1850 – 1925 م) هي عالمة نبات، وعالمة حيوانات من ألمانيا . ولدت في ميونخ.
توفيت في لينداو ، عن عمر يناهز 75 عاماً.